# Вималакирти

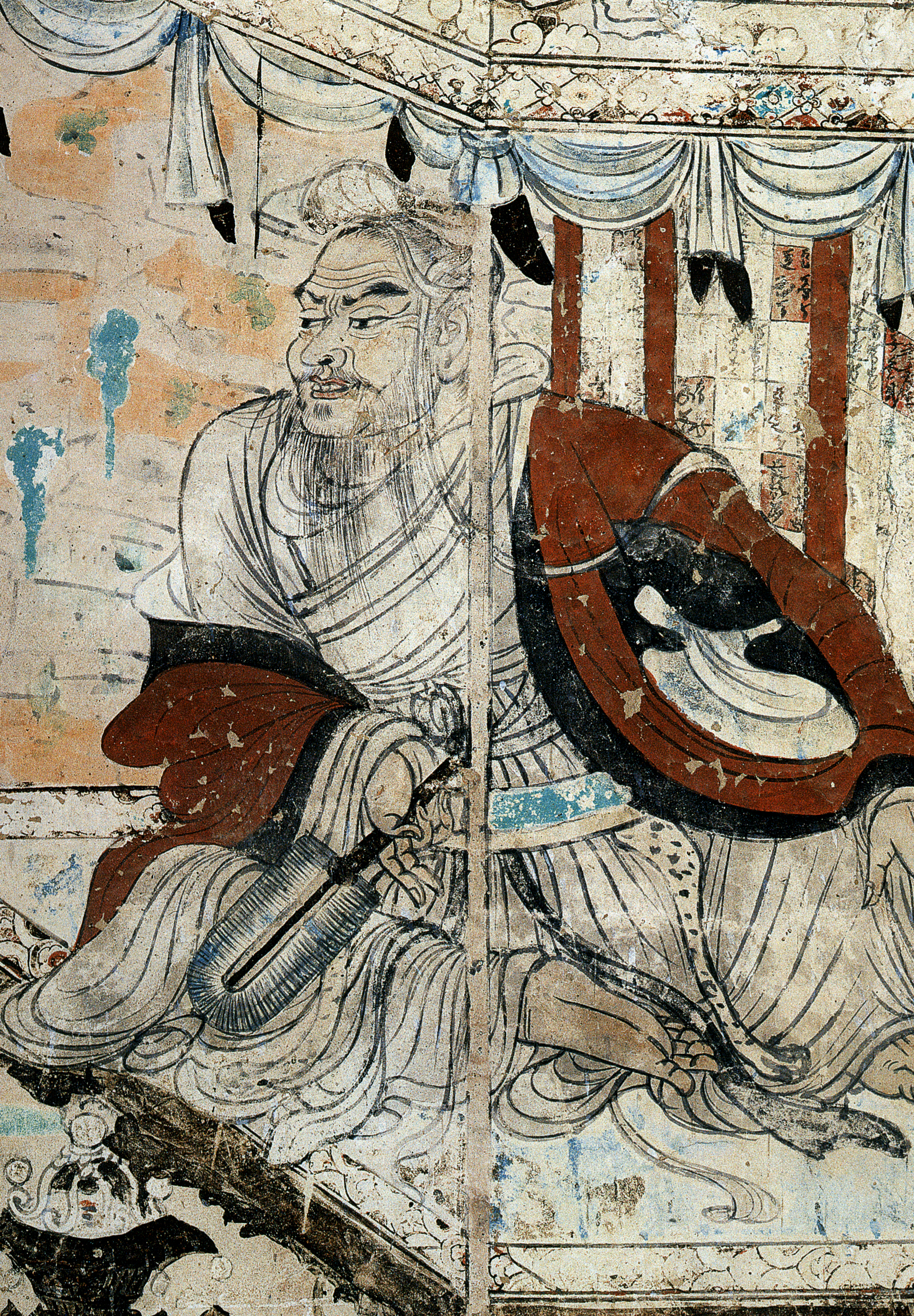
Вималакирти. Деталь сцены «Вималакирти беседует с Манджушри». Середина VIII в. Роспись стены пещеры № 103 буддийского храма в Дуньхуане.

Вималакирти (санскр.  विमल, IAST: vimala : «из нержавеющей стали», «непорочный» + санскр. कीर्ति , IAST: kīrti : «слава», — «Прославленный непорочностью»; по-китайски — Вэймоцзе, кит. трад. 維摩詰, по-японски — Юймаки) — первый упасака (последователь учения Будды), ставший бодхисаттвой, современник Шакьямуни (VI—V вв. до н. э.), прославившийся своим мастерством в диалектике. Легенда о нём описана в Вималакирти нирдеша сутре, которая выражает в образе благочестивого мирянина Вималакирти, превзошедшего всех учеников Будды и даже бодхисаттв, и равного по уму лишь Манджушри, принципы махаяны и светского буддизма. Это определило популярность персонажа, предстающего в образе городского отшельника — современного последователя Будды.

## Жизнеописание
Будучи «отшельником» в высокодуховном смысле слова, Вималакирти тем не менее активно посещал в Вайшали питейные и игорные заведения, а также бордели, распахивая глаза посетителям на природу сжигающих их страстей. Он также успел повстречаться при разных обстоятельствах со всеми ближайшими учениками Будды, указав им в сугубо практических ситуациях на формальное истолкование и поверхностное следование Учению Победителя, продемонстрировав при этом колоссальную разницу в постижении и реализации. В результате Всемогущий не смог сподвигнуть ни одного из своих учеников (кроме Манджушри) навестить «больного» Вималакирти, поскольку каждый из них был «пойман» им на догматичности, неуверенности или самомнении.
Вызвав у себя болезнь физической оболочки, Вималакирти наглядно продемонстрировал большому собранию людей и нечеловеческих существ ограниченность телесно-ориентированных практик.

## Воззрения
Диалог-диспут с Манджушри о непостоянстве, как «корне всего, не имеющего собственного корня», проникает в самую суть недвойственности, центрального понятия используемого Вималакирти в своих разъяснениях. Будучи искуснейшим толкователем, Он направлял к просветлению благодаря простому слушанию Своих речей. Сила ума Его забирала тысячи окружающих в высшие сферы, где труднопостижимые концепции сами входили внутрь и освобождали.
Вот некоторые из Его рекомендаций «по жизни и за её пределами»:
1. Если ты считаешь, что твою жизнь отравляют некие «вредные» понятия, то заканчивай с ними бороться; просто минимизируй тот вред, который, как тебе кажется, они наносят.
2. Ничего не откладывай ни на секунду («Не жди смерти для достижения единства со всеми вещами»).
3. В своём поиске просветления и освобождения не поднимайся над людьми («не устраняй тупость и любовь-привязанность»).
4. Вот классический заход на двойственность: яды — это противоядия, рабство — свобода и т. д.
5. Хочешь жить как святой — живи, но не жди никакого результата от такой жизни. И вообще сторонись разделения святой-мирской.
6. Иди во все направления. Не прилипай ни к одному из путей.
7. Знай пределы логических рассуждений.
8. Основа всего в законе сохранения энергии: ничего нельзя ни создать, ни разрушить — и это называется непостоянство.
9. Страдание приходит вместе с забвением выдуманной тобой личности.
10. «Пустота» указывает на то, что вещи подвешены в твоем воображении и не существуют за его пределами.
11. Не видь разницы — что́ ты есть, что́ тебя нет.
12. Высшее блаженство возникает с осознанием, что все вещи — волшебный и неизменный мираж.
13. Все образы в твоей голове иллюзорно возникают и исчезают, не задерживаясь ни на мгновение, подобно вспышке молнии, так быстро, что между ними не вставишь и одной мысли: подобно сновидению и пламени, отражению луны в воде или лица в зеркале. Все они порождаются неверным пониманием как обстоят дела на самом деле. Тот, кто в это верит, соблюдает дисциплину, а тот, кто знает как факт — может искусно толковать.
14. Устранение фокусировки на обыденном убивает в тебе демонов, очищает восприятие, избавляет от обид, хранит от бед, снимает оковы, отключает систему свой-чужой, прощает долги, успокаивает, дарит радость, сохраняет в безмятежности и спасает от всех бед. Из своей каждодневной жизни при этом устраняться не обязательно.
15. Не морочь себя: просветления ни развить, ни избежать невозможно. После прекращения существования-страдания дальше уже нечему прекращаться.
16. Не упирайся в частности и не склоняй их.
17. Запредельные поступки вручают шесть паранормальных способностей.
18. Освободиться — всего лишь отвернуться от всех чувственных сигналов.
19. Пять сторон личности — смертные враги, четыре стихии, составляющие тело, подобны ядовитым змеям, а органы чувств и их объекты пусты как пространство.
20. «Совершенство энергичности» — есть необходимое условие преодоления собственных тела и ума.
21. Акцент на непостоянстве тела, но никак не на отвращении к нему; страдании тела, но не на отключении сигналов. Отсутствие хозяина в теле. Отказ от стереотипов, но без выпадения в прошлое.
22. Откуда берётся страдание? Ведь это просто эхо сформировавшихся стереотипов и прошлых неврозов. И кто в результате страдает? Ведь тело сформировали четыре стихии, у которых нет никаких личностей, однако из-за привязанности к этой самой личности и возникает страдание. С этим знанием отвяжись от концепции личности и живого существа.
23. Любое представление о Пути — это твоё заблуждение и проклятье, воздерживайся от него всеми силами. От чего конкретно воздержаться — от представления как о субъекте, так и объекте, то есть различения свой-чужой благодаря практике беспристрастности. Что такое беспристрастность? Сворачивание всех антагонистов, типа эго и нирваны, на основании обоюдной пустоты внутри. Почему твержу про внутреннюю пустоту? Потому, что всё это только имена, и ничего более за ними не стоит. Когда всё свернешь воедино, то освободишься от всех заболеваний, кроме самой идеи пустоты, которая также иллюзорна, и подлежит растворению.
24. Отсекать сам источник болезней, который в привязанности к трем мирам. Как его отсечь? Помнить, что найти там ничего невозможно, а следовательно и не к чему привязываться. Что подразумевается под найти ничего невозможно? Имеется в виду, что помимо дуальных взглядов (неврозов) нет более ничего, что можно было бы иметь. Что такое дуальные взгляды? Это всепроникающее опознавание свой-чужой.
25. Если называют храбрым, значит, ты победил ненависть.
26. Размышляй: «Поскольку моё страдание выдумано и не существует, то таковы же страдания всех живых существ». Но если в процессе такого размышления, даже развив великое сострадание из любви к живым существам, ты привязался к этой точке зрения, то немедленно отвяжись! Точки зрения проистекают от «любви» (притяжения) к «жизни» (инерционному движению) и «ненависти» к «смерти» (прекращению). Воздерживаясь от такой «любви», освободишься и от «ненависти» — что бы с тобой потом ни случилось, привязанность к точкам зрения не будет препятствовать: освободишься от помех и сможешь толковать Доктрину всем «живым», освобождая их от рабства. Не бывает такого, чтобы, будучи сам повязан, мог развязать другого.
27. Где завязывание, а где развязывание? Цепляешься за безмятежный ум — повязан, принимаешь рождение для освобождения других — развязан. Связан знанием, которому недостает умения, но освобождается знанием, опирающемуся на умения; связан умением без должного знания, но освобождается умением, подкрепленным знанием.
28. Созерцай тело неотделимым от болезни, а болезнь — всегда присущую телу, поскольку и болезнь, и тело живут «в моменте», а не «пребывают» в прошлом или в будущем; это называется «знание жизни». А сохранять больное тело и не уходить — это «умение жить».
29. Коли уж ты заболел… не держись за свой ум и не отпускай его: отпустишь — безумство, вцепился — неуверенность, так что избегай обоих. Погружённый в пространство рождения-смерти, не давай ему в себя проникать, а пребывая в блаженстве, не беги от страдания. То, что за пределами чистоты и загрязнений, и есть твоя практика. То, что ни мирское и ни святое, являет собой твоё развитие. Хоть и не демон, но спускаешься в ад — таково твоё поведение. Ищешь всезнания, но не чокнутый профессор — таково твоё движение. Исследуешь астрал, но не уходишь в чистый Свет — такова твоя практика. Помогаешь всем живым, но не привязался — таково отношение. Не впадаешь в истерики, но не зациклился на пустоте тела и ума. Проходишь через три мира, но не порождаешь идей.
30. Пока боишься смерти и последующего рождения, форма, звук, запах, вкус и осязание будут теребить, а перестав бояться — получишь иммунитет ко всем ощущениям
31. В присутствии гордых своими достижениями, Будда говорил, что на пути к освобождению важно удерживаться от похоти, ненависти и тупости, а негордым объяснял что суть похоти, ненависти, глупости и есть само освобождение.
32. Не погрузившись в океан, никогда не найдёшь бесценного жемчуга. Точно так же, не нырнув в океан относительных знаний, никогда не отыщешь драгоценное всезнание. Тот, кто прочувствовал острый дискомфорт умственного, эмоционального и телесного напряжения, отшатнулся от него, в точности занял неактивную позицию и теперь испытывает великое блаженство — он уже не способен к дальнейшему продвижению к Просветлению.
33. Люди тупы, но их умы подобны обезьянам, поэтому для обучения используют страшные рассказы об адах и посмертных муках, соблюдении и нарушении запретов, помехах и не-помехах, чистоте и скверне, мирском и божественном, самсаре и нирване. Как животных дрессируют палкой, чтобы почувствовали боль и стали легко управляемыми, так и упрямцев и закостенелых людей можно изменить лишь с помощью горьких и резких слов.

Отдельного упоминания заслуживает определение Просветления, данное Вималакирти:
Просветление неподвижно и не цепляется за формы (как мышление), ибо сметает их все. Просветление невидимо, ибо лежит вне причин. Не строит границы, ибо прекращает вспоминание и мышление. Пресекает мышление, ибо свободно от всех точек зрения. Спасает от поворота назад, ибо препятствует превратным мыслям. Кладёт конец желанию, ибо воздерживается от жажды. Не реагирует, ибо сметает всякую привязанность. Спокойно в самом себе, ибо не враждует с собственной природой. Такое как есть, ибо пребывает в нерушимой Доктрине. Стало таким, ибо достигло НАСТОЯЩЕГО. Без полюсов, ибо сторонится как интеллекта, так и его объектов. Беспристрастно, ибо всеобъемлюще. Замерло, ибо не вступает в рождение, бытие и смерть. Всезнающе, ибо распознаёт умы всех живых. Ничего не объединяет, ибо ни с чем не сражается. Высвобождает, ибо рвёт связь с привычками. Незаметно, ибо за пределами форм и очертаний. Безымянно, ибо «пусто». Подобно безумному призраку, который ничего не принимает и не отвергает. Неразрушимо, ибо всегда безмятежно в самом себе. Абсолютно безмолвно в силу своей чистой и ясной природы. Ничего не принимает, ибо в стороне от привязанностей. Не отличает одного от другого, ибо бесстрастно. Не сравнивает, ибо не занимается описаниями. Глубокое и тончайшее, хоть и не погружается в частности, но знает всё.
Далее Вималакирти наставляет Шарипутру относительно Доктрины:
Если возникли мысли о смерти и рождении, значит ты, встав на путь смерти и рождения, отошёл от Доктрины. Доктрина — абсолютна и безупречна; но если ты загрязняешься мыслью о Доктрине и даже о нирване, это загрязнение противодействует поискам Доктрины. Доктрину невозможно практиковать, и если её берут в качестве практики, это подразумевает какой-то объект практики и не является поисками Доктрины. Доктрина за пределами принятия или отторжения, и если ты хватаешь или отвергаешь её, это является принятия или отторжения чего-то ещё, а не поисками Доктрины. Доктрина за пределами местоположения, но если ты даёшь ей место, это представляет собой привязку к пространству. Доктрина бесформенна, но если ты, чтобы воспринять Доктрину, полагаешься на форму, это лишь отыскивание формы, а не поиски Доктрины. Доктрина — не местопребывание, но если ты хочешь остаться в ней, это — пребывание в предметной, объективной Доктрине, но не поиски абсолютной Доктрины. Доктрину невозможно ни увидеть, ни услышать, ни почувствовать, ни узнать, но если ты хочешь увидеть, услышать, почувствовать и узнать её, это суть функционирование твоего различающего видения, слышишь, чувствования и знания, а не поиски Доктрины. Доктрина бездеятельна, но если ты занят мирскими деяниями, это является поисками мирского образа жизни, а не поисками Доктрины. Поэтому, Шарипутра, поиски Доктрины не предполагают отыскивания чего бы то ни было.
Манджушри спрашивает Вималакирти о том, как ему смотреть на живые существа:
Смотри на живые существа как фокусник смотрит на результаты своих фокусов; как мудрец смотрит на отражение луны в воде, как на эхо зовущего голоса, как на облака в небе, как на улетучивающуюся пену, как на пузырьки воздуха в воде, как на пустую сердцевину сгнившего дерева, как на вспышку молнии, как на несуществующий в природе элемент или сигналы несуществующего органа чувств, как на зрение слепого, как на след птицы в воздухе, как на ребёнка бесплодной женщины, как на сон о пробуждении во сне, как на дым без огня.
Дальнейшая серия ответов Вималакирти на вопросы Манджушри раскладывает всё по полочкам:
Как избежать любви к рождению и страха к смерти? — Черпай силу в достижениях Победителя. — Как? — Освобождай все живые существа. — А как их освобождать? — Устраняй стереотипы, снимай неврозы. — Каким образом? — Поддерживай полное внимание. — Как его поддерживать? — Внимательно оберегай нерождённое и неумирающее. — Что есть нерождённое и что есть неумирающее? — Нерождённое есть зло, которое не возникает, а неумирающее есть добро, которое не кончается. — Откуда возникают добро и зло? — Из тела. — Откуда возникает тело? — Из желания. — Откуда возникает желание? — Из выдуманных отличий «свой-чужой». — Откуда берутся выдуманные отличия? — Из искажённого непрямого мышления. — Откуда возникает искажённое мышление? — Из непостоянства. — Откуда берется непостоянство? — Непостоянство ниоткуда не берется, Манджушри, это из него берутся все вещи.

## Образ в искусстве

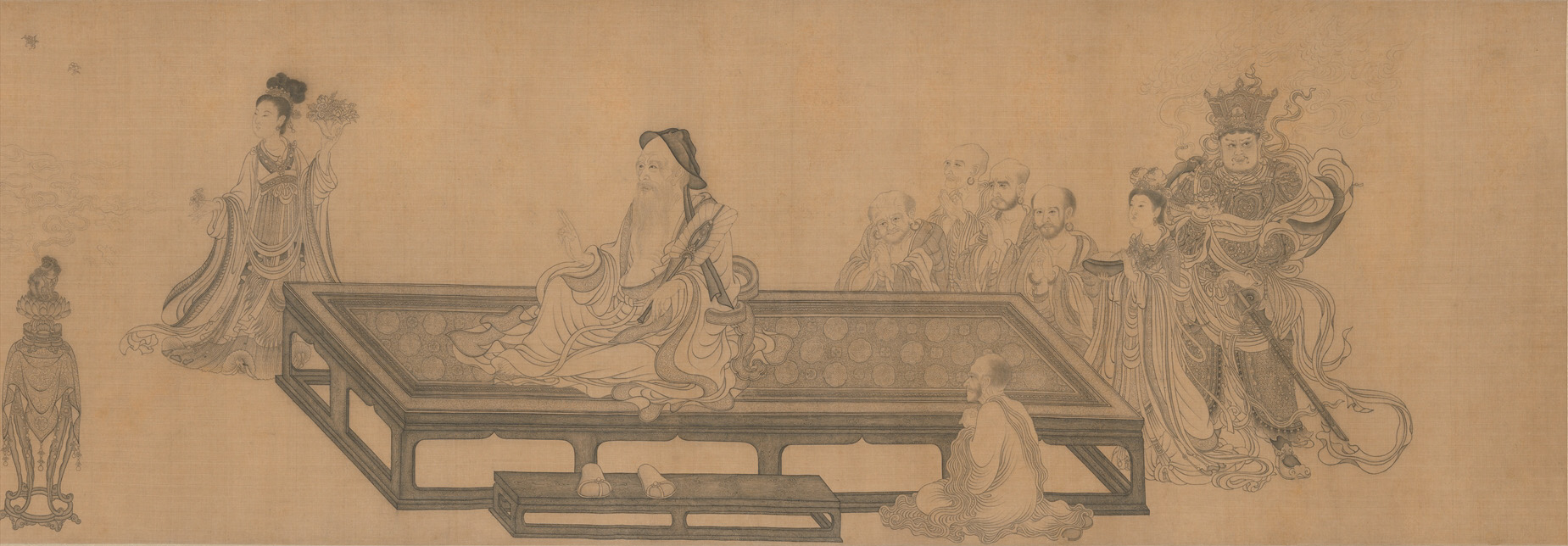
Ван Чжэньпэн, «Вималакирти и Учение Недвойственности», 1308, Метрополитен-музей.

### В живописи
- «Вималакирти и Учение Недвойственности (1308) — горизонтальный свиток Ван Чжэньпэна[фр.] (王振鹏, работал в 1275–1330 гг.) хранится  в Метрополитен-музее (шёлк, тушь; 39.2 x 218.3 см (в обрамлении: 40.2 x 895.7 см).

### В литературе
- Роман японского писателя Мусянокодзи (1885—1976) «Юймаки»: Вималакирти, — городской отшельник, внутренний монах, предстаёт как идеал последователя Будды в современном мире. (武者小路實篤著。《維摩經》。改版。日本東京都：角川書店，1969。武者小路實篤撰；李君奭譯。《維摩經》。彰化市：專心企業，1979。)